# Réclame (imprimerie)

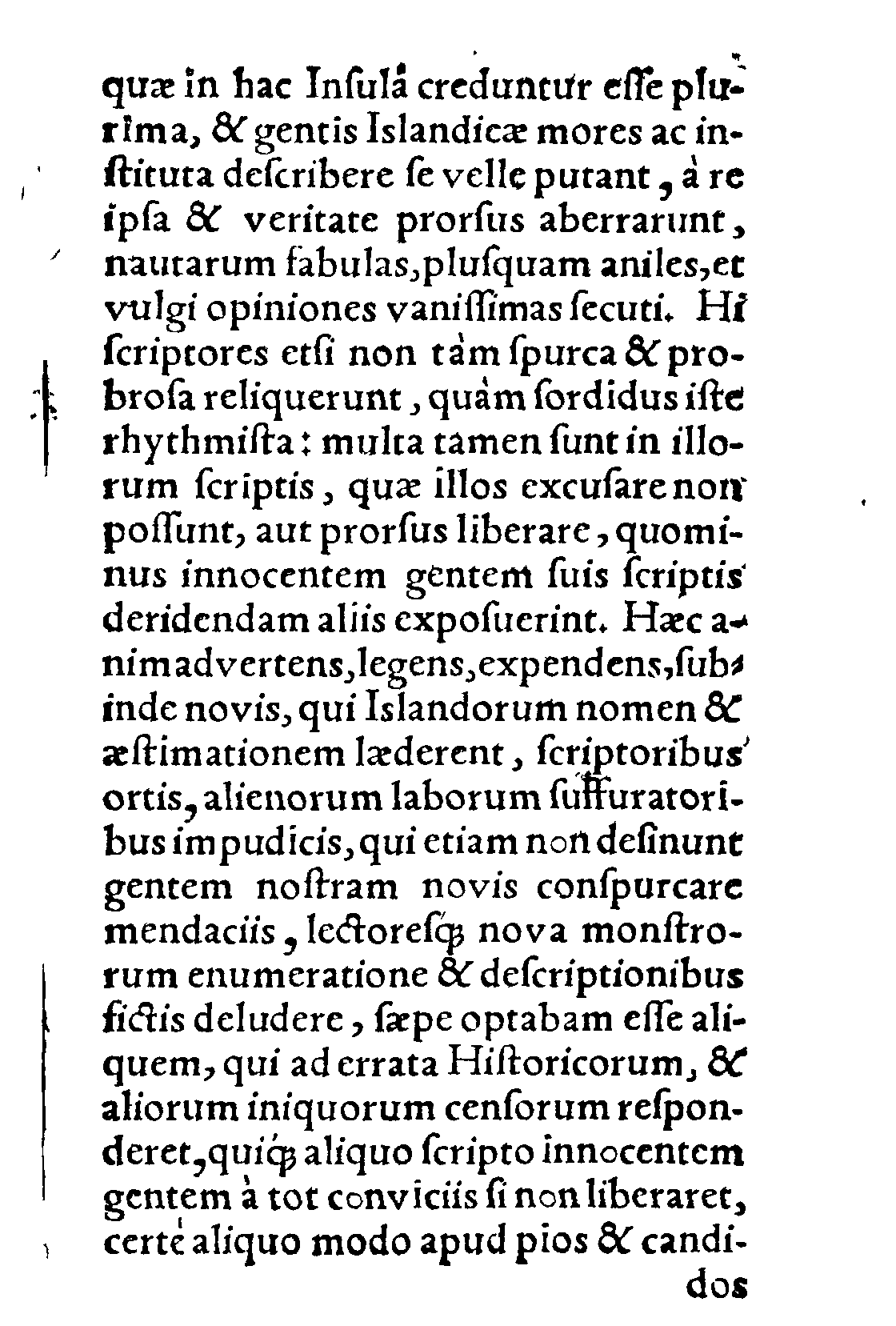
La réclame se trouve en bas de la page

La réclame est un mot placé au bas d'une page manuscrite ou imprimée qui correspond au premier mot de la page suivante. Elle peut être aussi un repère technique composé de lettres de l’alphabet (e iiij par exemple) présent sur chaque cahier d'un livre.
Dans le cas d'une absence de numérotation, ce système aide le relieur ou l'imprimeur à s'assurer que les cahiers ou pages sont dans le bon ordre. Il permet également au bibliophile de collationner un livre et s'assurer ainsi de l'intégralité des chapitres à l'intérieur du volume.
Dans le cas où une numérotation est aussi présente, la réclame permet d'éviter des omissions ou répétitions pour des manuscrits copiés partiellement par divers copistes, ou simplement de guider les yeux du lecteur d'une page à la suivante.
Les réclames sont apparues au Xe siècle dans des manuscrits puis dans des imprimés de la fin du XVe siècle. La pratique s'est répandue au milieu du XVIe siècle et généralisée jusqu'à l'arrivée des techniques d'imprimerie industrielle à la fin du XVIIIe siècle.
L'emplacement des réclames peut varier selon le pays d'impression.

## Exemple
- Des réclames dans l'article de Leonhard Euler sur le problème des sept ponts de Königsberg.